# Galbsztadt
Galbsztadt (ros. Гальбштадт, niem. Halbstadt) – wieś na rosyjskiej Syberii, Kraju Ałtajskim, administracyjne centrum Niemieckiego Rejonu Narodowego.
Miejscowość założono w 1908.
Po zlikwidowaniu niemieckiego rejonu w 1938, do 1991 nosiła nazwę Niekrasowo. Leży 430 km na zachód od stolicy Kraju - Barnaułu; ludność liczy 1645 osób.